# Gerhard Förster (Holocaustleugner)
Gerhard Förster (* 22. März 1920 in Waldenburg (Niederschlesien); † 23. September 1998 in Wettingen) war ein deutsch-schweizerischer Ingenieur, Verleger und Holocaustleugner. Mit seinem 1994 in Würenlos gegründeten Verlag Neue Visionen publizierte er rechtsextremistische, revisionistische und antisemitische Literatur, darunter Schriften des Holocaustleugners Jürgen Graf. Gemeinsam wurden Graf und Förster deshalb 1998 nach der Schweizer Rassismus-Strafnorm angeklagt. Förster wurde zu einem Jahr Gefängnis ohne Bewährung verurteilt.

## Leben
Förster nahm als deutscher Soldat am Zweiten Weltkrieg teil, absolvierte aber offenbar wenige Fronteinsätze, sondern ein Ingenieurs-Studium und wurde technischer Offizier. Nach dem Krieg arbeitete im Bereich der Rundfunk- und Fernsehtechnik. 1967 wechselte er zur Firma Laboratories RCA Ltd. in Zürich, wo er bis zu seiner Pensionierung 1985 arbeitete. 1981 erwarb er das Schweizer Bürgerrecht.
Der revisionistisch gesinnte Förster lernte 1993 den Holocaustleugner Jürgen Graf kennen, den er beauftragte, ein Buch über das Vernichtungslager Auschwitz zu schreiben. Mit Unterstützung des italienischen Holocaustleugners Carlo Mattogno entstand Auschwitz. Tätergeständnisse und Augenzeugen des Holocaust. Das Buch erschien 1994 im neu gegründeten Verlag Neue Visionen, den Förster als Geschäftsführer und einziger Zeichnungsberechtigter unter seiner Privatadresse führte. Förster veröffentlichte in den ersten vier Jahren des Verlagsbestehens ein Dutzend Titel, darunter mehrere antisemitische Schriften von Erich Glagau. Der Verlag wurde als „ein wichtiges Standbein der Revisionisten“ im deutschsprachigen Raum angesehen.
Am 16. Juli 1998 wurde Förster gemeinsam mit Jürgen Graf vor dem Bezirksgericht in Baden AG nach der Schweizer Rassismus-Strafnorm wegen Rassendiskriminierung angeklagt und am 21. Juli verurteilt. Während Graf eine Strafe von 15 Monaten Gefängnis ohne Bewährung erhielt, wurde Förster wegen der Publikation der Graf-Schriften Auschwitz: Tätergeständnisse, Todesursache Zeitgeschichtsforschung und  Das Rotbuch. Vom Untergang der schweizerischen Freiheit sowie zweier Bücher von Erich Glagau und Harold Cecil Robinson zu 12 Monaten Gefängnis ohne Bewährung und einer Geldstrafe in Höhe von 8.000 CHF verurteilt. Außerdem wurden die Bücher beschlagnahmt und die Verkaufserlöse eingezogen.
Förster gehörte auch der völkisch-heidnischen Avalon Gemeinschaft an. Er starb, ohne seine Haftstrafe antreten zu müssen.